# Grup del coure
El grup del coure és un grup de minerals de la classe dels elements format per quatre espècies, tres d'elles elements natius: l'argent, el coure i l'or, i un aliatge: la maldonita. Aquesta darrera espècie és considerada un mineral de la classe dels elements segons la classificació de Dana i l'índex de Hey's, i en canvi la classificació de Nickel-Strunz la presenta com un aliatge que pertany als minerals de la classe II, la dels sulfurs. Tots quatre minerals cristal·litzen en el sistema isomètric.
| Espècie      | Fórmula |
| ------------ | ------- |
| Argent natiu | Ag      |
| Coure natiu  | Cu      |
| Maldonita    | Au₂Bi   |
| Or natiu     | Au      |

Segons la classificació de Nickel-Strunz els tres elements pertanyen a «01.AA - Metalls i aliatges de metalls, família coure-cupalita» juntament amb: electre, plom, níquel, auricuprur, cuproaurur, tetraauricuprur, anyuiïta, khatirkita, iodina, novodneprita, cupalita i hunchunita, mentre que la maldonita pertany a «02.AA: Aliatges de metal·loides amb Cu, Ag, Au» juntament amb els següents minerals: algodonita, domeykita, koutekita, novakita, cuprostibita, kutinaïta, al·largent, discrasita i stistaïta.